# Бонні Кромбі
Бонні Кромбі (англ. Bonnie Crombie) (уроджена Стак, 5 лютого 1960) — канадська політична діячка, яка з 1 грудня 2014 року обіймає посаду 6-го і нинішнього мера Міссіссоґи, Онтаріо.
З 2008 по 2011 рік вона була ліберальним членом парламенту від Міссіссоґи-Стрітсвілла, а з 2011 по 2014 рік вона була радником 5 округу міської ради Міссіссоґи та ради регіону Піл.

## Походження
Кромбі народилася в родині польських/українських іммігрантів Вероніки (Сега) та Еда Стака в Торонто, Онтаріо. Її батьки розлучилися, коли їй було три, і Бонні взяла ім'я свого вітчима, Майкла Саварни, коли їй було дев'ять. Закінчила коледж святого Майкла при Університеті Торонто. Отримала ступінь MBA у Школі бізнесу Шуліча при Йоркському університеті в 1992 році  До того, як прийти в політику, Кромбі працювала у підприємництві, була консультантом зі зв'язків з громадськістю, мала контакти з багатьма клієнтами, включаючи Страхову раду Канади, McDonald's і Disney.
Кромбі живе в Міссіссозі, де виховала трьох дітей. У грудні 2021 року у Кромбі був позитивний тест на COVID-19.

## Політика
Кромбі була обрана депутатом від Міссіссоги-Стрітсвілля як кандидат від Ліберальної партії на федеральних виборах у Канаді 2008 року, перемігши чинного депутата Ваджида Хана, який раніше переходив від лібералів до Консервативної партії. Після обрання Кромбі разом із Джастіном Трюдо була співголовою ліберальної групи Стефана Діона. Кромбі також була критиком Ліберальної партії для корпорацій Crown. Вона активно підтримувала Майкла Ігнатьєва в його заявці на ліберальне керівництво. Пізніше вона зазнала поразки від кандидата від консерваторів Бреда Батта на федеральних виборах 2011 року.
19 вересня 2011 року Кромбі булаобрана до міської ради Міссіссаґи на довиборах, замість Єви Адамс від 5-го округу, отримавши на близько 200 голосів більше від Керолін Перріш. У гонку також ввійшов колишній чоловік Адамс, Пітер. 12 грудня 2012 року Кромбі висунули звинувачення у імовірних порушеннях правил фінансування виборів, коли вона балотувалася в депутати ради. На наступних слуханнях у лютому 2018 року Корона вирішила зняти звинувачення, посилаючись на те, що фінансові дані повинні бути офіційно перевірені, перш ніж розглядати будь-які звинувачення.
12 жовтня 2014 року довголітня міська голова Міссіссаґи Гейзел Маккаліон, ідучи на пенсію, підтримала кандидатуру Кромбі на посаду мера. Пізніше Кромбі перемогла колишнього радника міської ради, члена провінційного парламенту і міністра федерального кабінету Стіва Магоні, вигравши вибори мера 2014 року.
Кромбі оголосила про переобрання на посаду мера 27 жовтня 2017 року  Вона перемогла на виборах мера 2018 року з великим відривом, отримавши понад 75 відсотків голосів.

## Виборча статистика

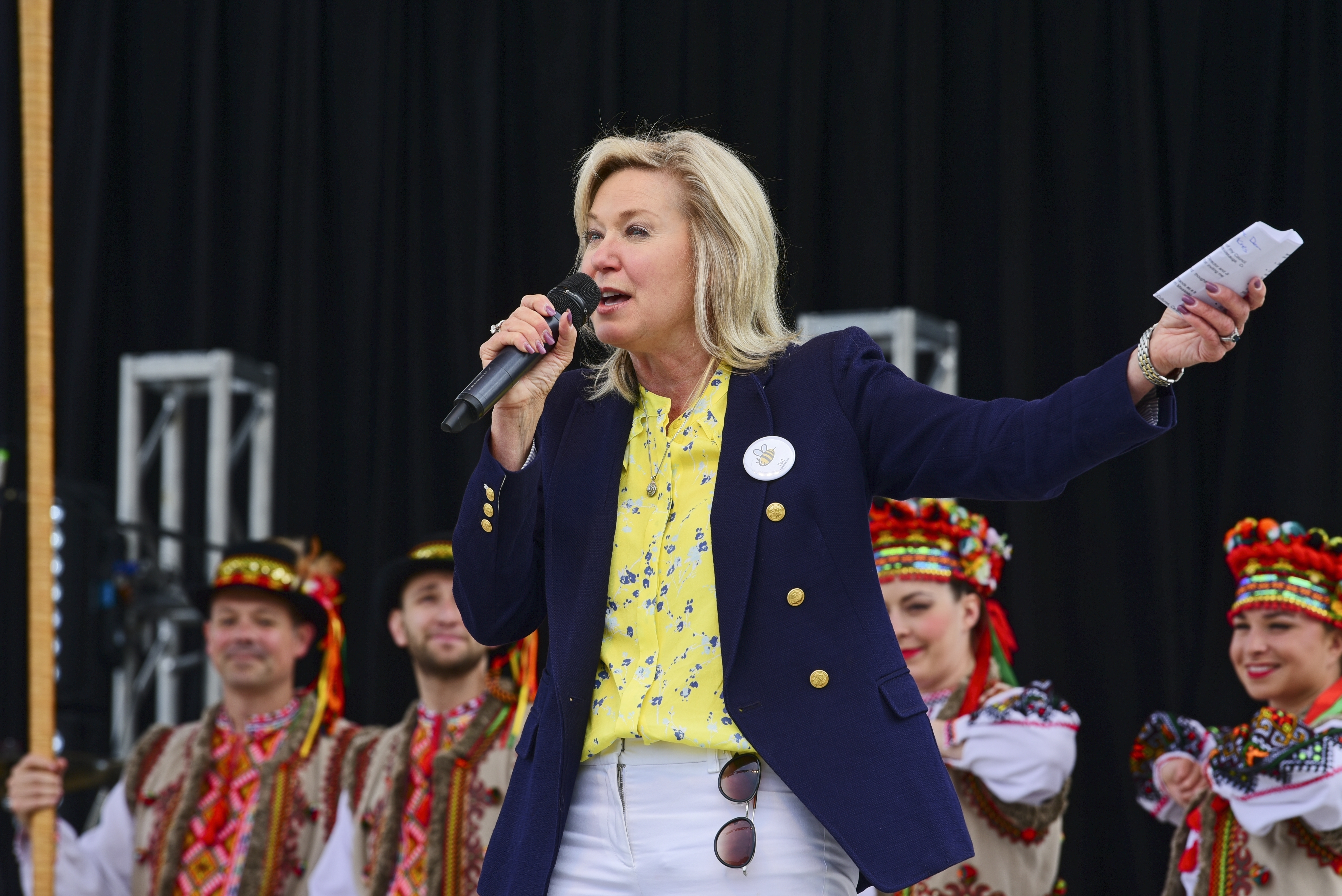
Бонні Кромбі промовляє на Українському Фестивалі в Міссісазі

| Вибори мера Міссіссоґи, 2018 |         |        |
| Кандидат                     | Голосів | %      |
| Бонні Кромбі                 | 91 422  | 76,68  |
| Кевін Дж. Джонстон           | 16 079  | 13.49  |
| 6 інших кандидатів           | 11 728  | 9.83   |
| Всього                       | 119 229 | 100,00 |

| Вибори мера Міссіссоґи, 2014 |         |        |
| Кандидат                     | Голосів | %      |
| Бонні Кромбі                 | 102 346 | 63,49  |
| Стів Магоні                  | 46 224  | 28.68  |
| 13 інших кандидатів          | 12 629  | 7.83   |
| Всього                       | 161 199 | 100,00 |

| Додаткові вибори в міську раду Міссіссоґи, 2011: округ 5 |         |        |
| Кандидат                                                 | Голосів | %      |
| Бонні Кромбі                                             | 2479    | 21.54  |
| Керолін Перріш                                           | 2238    | 19.44  |
| Сіммер Каур                                              | 1662    | 14.44  |
| Пітер Адамс                                              | 1347    | 11.70  |
| Ще 23 кандидати                                          | 3784    | 32,88  |
| Всього                                                   | 11 510  | 100,00 |